# Maoutia lanceolata
Maoutia lanceolata är en nässelväxtart som beskrevs av Henry Nicholas Ridley. Maoutia lanceolata ingår i släktet Maoutia och familjen nässelväxter. Inga underarter finns listade i Catalogue of Life.